# Мокколово

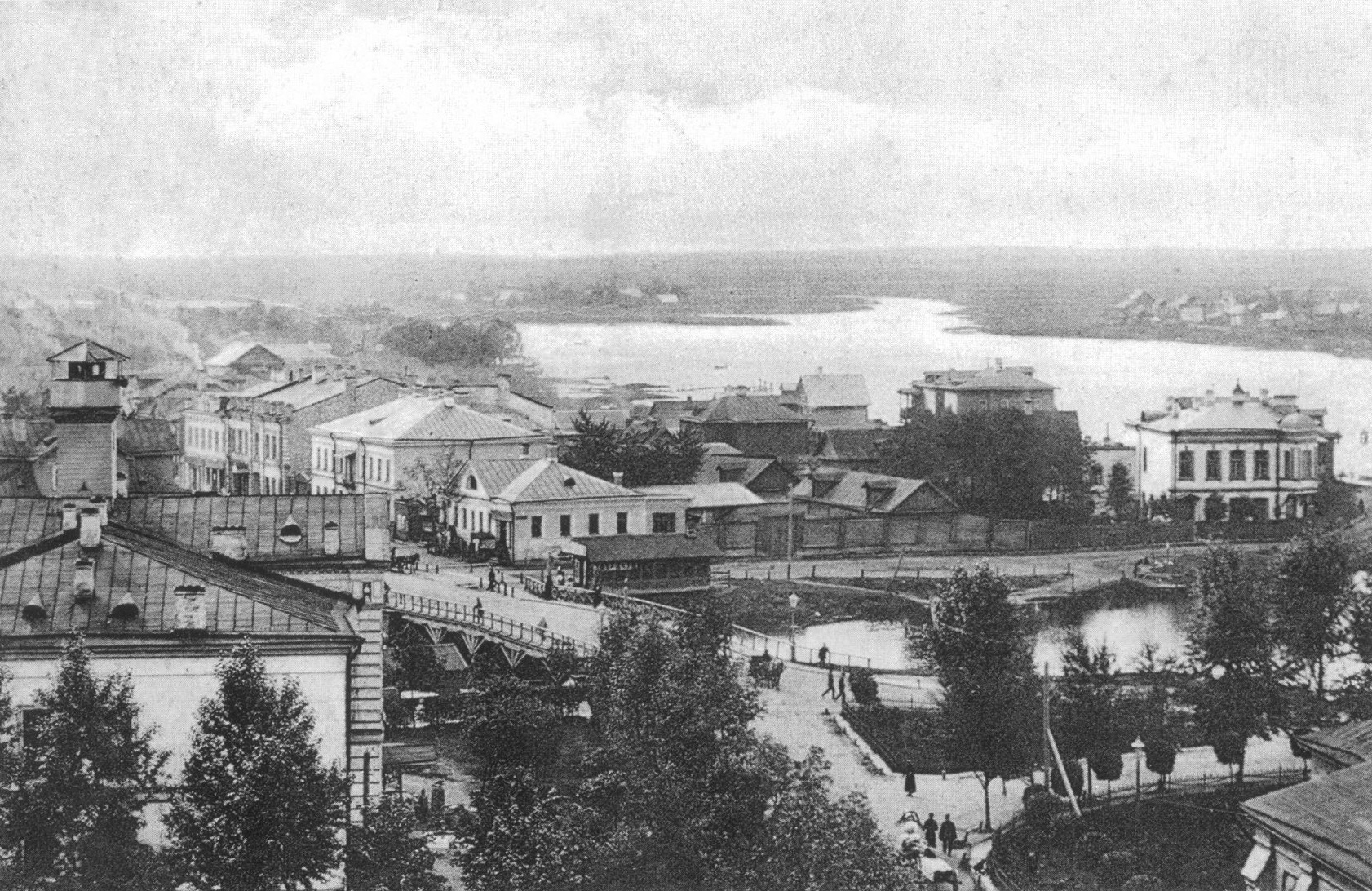
, 1910-е годы

Мокколово —  упразднённая деревня  Тосненского района Ленинградской области. Входила в состав Ям-Ижорского сельсовета.
Ныне на территории деревни Мокколово   находится Колпинский парк.

## История
Деревня располагалась вблизи города Колпино на левом берегу реки Ижоры рядом с деревней Лангелово. Упоминается в новгородских писцовых книгах 1500 г.
В сентябре 1941 года, после начала Великой Отечественной войны, деревня была оккупирована немецкими войсками. Весной 1942 года оставшееся население Мокколово — этнические финны — было депортировано. В 1948 году деревня была срыта, на её месте установлены аттракционы. 25 июня 1960 на месте бывшей деревни — острове Чухонка — был открыт Парк культуры и отдыха имени 40-летия ВЛКСМ (с 10 декабря 2010 — Колпинский парк).

### Административно-территориальная принадлежность
В 1917 году входила в Ижорскую волость Царскосельского уезда, в январе 1918 — июне 1920 — в Путроловский сельсовет Ингеринской волости Детскосельского уезда, в июле 1920 — январе 1923 — в Путроловский сельсовет Слуцкой волости Детскосельского уезда, в 1923 году — в Путроловский сельсовет Слуцкой волости Гатчинского уезда, в 1924—1926 годах — в Войскоровский сельсовет Слуцкой волости Гатчинского уезда, в феврале — июле 1927 — в Войскоровский сельсовет Детскосельской волости Гатчинского уезда, в августе 1927 — июле 1930 — в Войскоровский сельсовет Детскосельского района Ленинградского округа, в августе 1930 — январе 1939 — в Войскоровский сельсовет Тосненского района Ленинградской области, с февраля 1939 — в Ям-Ижорский сельсовет Тосненского района. 

## Население
В 1940 году — 259 человек

## Наследие
В 2008 году один из проездов микрорайона Новая Ижора близ Колпино получил название Мокколовская улица.